# Comandància General de Melilla
La Comandància General de Melilla (COMGEMEL) és un òrgan de la Força Terrestre de l'Exèrcit de Terra d'Espanya la finalitat de la qual més important consisteix a preparar organitzacions operatives amb les unitats aquarterades a la ciutat de Melilla, d'acord amb la doctrina específica terrestre. També manté destacaments en els penyals de Vélez de la Gomera i de Alhucemas i a les illes Chafarinas.

## Història
En 1497, Pedro de Estopiñán va ocupar la ciutat, que va passar a dependre del Ducat de Medina Sidonia i, a partir de 1556, de la corona. En 1860 el Tractat de Wad-Ras entre Espanya i el sultanat del Marroc va establir que els límits fronterers de plaça fossin els que aconseguien els trets del canó d'»El Caminante«. Tres anys més tard es va crear el port franc i en 1864 les autoritats espanyoles van permetre l'assentament lliure de persones a la ciutat. Durant l'últim terç del segle xix i el primer del segle xx, els voltants de Melilla van ser escenari d'intermitents enfrontaments que van desembocar en el conflicte de la guerra del Marroc. Les successives batalles del barranc del Llop en 1909 i especialment la derrota de la gairebé totalitat dels efectius de la comandància en Annual, en 1921, van causar un gran impacte en l'opinió pública espanyola, forçant una aliança militar entre Espanya i França que va permetre la pacificació del Protectorat espanyol del Marroc. Fins a 1956, any en què el Marroc va aconseguir la seva independència, la Comandància General de Melilla va dependre de l'Alta Comissaria d'Espanya al Marroc. Quatre anys després es van recuperar els límits de 1860 mitjançant un tractat subscrit amb el Marroc. Fins a 1968 la comandància va estar subordinada a la Prefectura de l'Exèrcit Espanyol al nord d'Àfrica. Des d'aquell any a 1997, quan es va crear la Zona Militar de Melilla, va formar part de la II Regió Militar. L'any 2006, la Comandància General de Melilla va quedar integrada en la Força Terrestre de l'Exèrcit de Terra. Un general de divisió exerceix el comandament de la unitat. La seva caserna general està situat al centre de la ciutat.

## Estructura
La Comandància General de Melilla enquadra les següents unitats:
- Caserna General:
  - Segona Prefectura
  - Estat Major
  - Batalló de Caserna General XVIII
  - Secretaria
  - Assessoria Jurídica
  - Prefectura d'Assumptes Econòmics
  - Oficina de Comunicació Pública
- Regiment de Cavalleria "Alcántara" n. 10
  - Grup de Cavalleria Cuirassada "Taxdirt" I/10
- Terç "Gran Capità" 1º de la Legió
  - Bandera d'Infanteria Protegida "Comandant Franco" I/1
- Grup de Regulars "Melilla" n.º 52
  - Tabor d'Infanteria Motoritzada "Alhucemas" I/52
- Regiment Mixt d'Artilleria n.º 32
  - Grup d'Artilleria de Campaña I/32
  - Grup d'Artilleria Antiaèria II/32
- Regiment d'Enginyers n.º 8
  - Batalló de Sapadors I/8
- Unitat Logística n. 24
  - Companyia de Mar de la Unitat Logística n. 24